# Anoia (comarca)
Anoia is een comarca van de Spaanse autonome regio Catalonië. Het is onderdeel van de provincie Barcelona. In 2005 telde Anoia 105.376 inwoners op een oppervlakte van 866,3 km². De hoofdstad van de comarca is Igualada.

## Gemeenten
| Gemeente                   | Inwoners | Gemeente                | Inwoners | Gemeente                  | Inwoners |
| -------------------------- | -------- | ----------------------- | -------- | ------------------------- | -------- |
| Argençola                  | 210      | Bellprat                | 89       | El Bruc                   | 1543     |
| Cabrera d'Igualada         | 944      | Calaf                   | 3271     | Calonge de Segarra        | 206      |
| Capellades                 | 5302     | Carme                   | 726      | Castellfolit de Riubregós | 202      |
| Castellolí                 | 459      | Copons                  | 289      | Els Hostalets de Pierola  | 1879     |
| Igualada                   | 35.933   | Jorba                   | 665      | La Llacuna                | 869      |
| Masquefa                   | 7070     | Montmaneu               | 203      | Òdena                     | 2963     |
| Orpí                       | 184      | Piera                   | 12.230   | La Pobla de Claramunt     | 2060     |
| Els Prats de Rei           | 537      | Pujalt                  | 199      | Rubió                     | 135      |
| Sant Martí de Tous         | 1093     | Sant Martí Sesgueioles  | 340      | Sant Pere Sallanivera     | 163      |
| Santa Margarida de Montbuí | 9485     | Santa Maria de Miralles | 123      | La Torre de Claramunt     | 3063     |
| Vallbona d'Anoia           | 1254     | Veciana                 | 159      | Vilanova del Camí         | 11.555   |